# Jeonghan
Yoon Jeong-han (hangul: 정한; Gangbuk-gu, Seúl, 4 de octubre de 1995), más conocido como Jeonghan, es un cantante surcoreano. El 26 de mayo de 2015, debutó en el grupo masculino surcoreano Seventeen, y es parte de la unidad vocal del grupo junto a Seungkwan, DK, Woozi y Joshua.

## Biografía
Pre-Debut de jeonghan

Desde que le gustaba el café el tuvo pensamientos como "llegar a ser un barista sería bueno" pero sus padres se opusieron. Durante este tiempo, su amigo de repente le dijo "¿Por qué no atiendes a la escuela de actuación?". Si él hubiese ido sólo probablemente no lo habría hecho, pero como que fue con su amigo el pensó "¿Por qué no intentarlo una sola vez?". Con estos sentimientos el decidió asistir a la escuela de actuación. No había pasado incluso un mes desde que estaba asistiendo en la escuela de actuación, cuando de repente fue reclutado en una estación de tren, en camino a su escuela. Con la idea de un reto Jeonghan fue a la audición, y el resultado fue que paso la audición, ese fue un sentimiento muy interesante para el.
Al entrar a la escuela de preparatoria Hyangnam, Jeong Han decidió especializarse en el departamento de ciencias naturales graduándose en 2014 y siendo clasificado como el tercer mejor estudiante en su escuela. Después de graduarse Jeong Han decidió unirse a PLEDIS Entertainment donde entrenó por dos años y dos meses recibiendo entrenamiento vocal y cambios de imagen.
Muchas veces pensó en renunciar durante su predebut, lloraba cada día que llamaba a su madre y le decía que no podía seguir con esto, ya que debido al entrenamiento sentía un agotamiento físico y psicológico, en ese tiempo no tenía confianza en sí mismo para cantar y solía decir "Creo que no tengo talento para cantar" pero no quería abandonar a los miembros de SEVENTEEN porque les tenía mucho aprecio y a su vez cuando realizó un concierto durante la tercera temporada de SEVENTEEN TV pudo apreciar a las fanes animándolos y aplaudiendo fuerte, desde que nació, no se había sentido tan conmovido, así finalmente dejó de pensar en renunciar. Aunque piensa que los miembros cantan mucho mejor que él, está dispuesto a practicar y mejorar para así lograr estar al nivel de SEVENTEEN.
No se sabe mucho de su predebut pero es un miembro de SEVENTEEN que tiende a cuidar a los demás. Todos se refieren a él como una madre a quien le gusta cuidar de ellos y estar ahí para todo el mundo, tanto como le sea posible.

## Otras apariciones
Programas de TV:
Where is my Home (MBC, 05.07.2020) Junto a Seung Kwan
Carefree Kickers (JTBC, 14.06.2020) Junto a Seung Kwan, Hoshi, Dino, DK y S.Coups
Battle Trip (KBS, 04.07.2019) Ep.146, junto a S.Coups y Won Woo
Hello Counselor (KBS2, 12.12.2016) Ep.302, junto a Seung Kwan
Battle Likes (KBS, 2016) Ep.03-04, MC junto a Joshua
M-countdown (Mnet, 2016) Ep.472-475, 477, 479, 482-484, MC junto a Min Gyu, Key y Lee Jung Shin
Show! Music Core (MBC, 03.10.2015) MC junto a Won Woo
Programas de radio:
(SBS) Choi Hwa Jung's Power Time Radio Show | Junto a S.Coups y Won Woo (24.06.2020)
(KBS) Super Junior Kiss The Radio (Sukira) | Junto a Joshua, DK y Seung Kwan (02.06.2016)
(KBS) Radio show K-pop planet | Junto a Woozi (04.10.2015)
Anuncios:
2021: Banila Co
2017: DD chiken
2016: Ceci's clean perfume
2015: Pikicast - 23 Things a Girl Wants Her Boyfriend to Say
Videos musicales:
KIGGEN (PHANTOM) Feat. Jinsil of Mad Soul Child, Hanhae - PLAYBACK (2015)
Orange Caramel - My Copycat (2014)